# Opeatostoma
Opeatostoma  là một chi ốc biển, là động vật thân mềm chân bụng sống ở biển trong họ Fasciolariidae.

## Các loài
Các loài trong chi Opeatostoma  gồm có:
- Opeatostoma pseudodon (Burrow, 1815)